# Хижня
Хи́жня (укр. Хижня) — село в Жашковском районе Черкасской области Украины.
Население по переписи 2001 года составляло 830 человек. Почтовый индекс — 19236. Телефонный код — 4747 98.

## Местный совет
19236, Черкасская обл., Жашковский р-н, с. Хижня